# Postamt Berlin SW 11

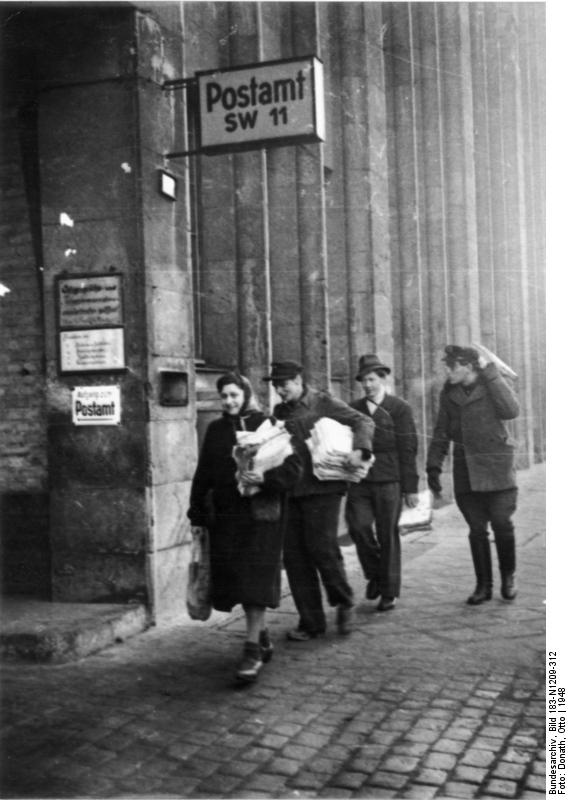
Ehemaliges Postamt SW 11 (1948)

Das ehemalige Großbriefverteileramt SW 11 ist ein Gebäude in der Möckernstraße 135–138, Hallesche Straße 10–14, im Berliner Bezirk Friedrichshain-Kreuzberg. Es entstand in den 1930er-Jahren als das bedeutendste Postzentrum Berlins. Der fünfgeschossige Stahlskelettbau mit repräsentativer Naturstein-Fassade entstammt den Plänen der Architekten Kurt Kuhlow und Georg Werner. Es ist eines von wenigen erhaltenen Großgebäuden in Kreuzberg aus dieser Zeit und steht als solches unter Denkmalschutz.

## Geschichte
Mit dem Bau der Nord-Süd S-Bahn und der beiden Briefgroßverteilungsanlagen am Anhalter Bahnhof und Stettiner Bahnhof gelang der Reichspost in den 1930er Jahren die Neuordnung und Zentralisierung des Postverkehrs in Berlin. An den wichtigsten und verkehrsreichsten Bahnhöfen Berlins wurde je ein Postamt mit Großverteileranlage errichtet. Die Planungen für das Postamt SW 11 am Anhalter Bahnhof leitete der Architekt Kurt Kuhlow von der Reichspostdirektion Berlin. Der erste Bauabschnitt an der Möckernstraße konnte zwischen 1933 und 1934 in nur wenigen Monaten fertiggestellt werden.
In den Jahren 1935/1936 erfolgte die Erweiterung des Gebäudes mit einem fünfgeschossigen Anbau. Eindrucksvoll vermengen sich hier die sachlichen Formen des Neuen Bauens mit der von den Nationalsozialisten bevorzugten klassizistischen Architekturauffassung. Der Entwurf für den zweiten Bauabschnitt wurde von Oberpostbaurat Georg Werner überarbeitet, der zuvor den Bau des Postamt N 4 am Stettiner Bahnhof geleitet hatte.
Nach der Teilung Berlins leitete die Einrichtung ab 1962 als Postamt 11 die Briefverteilung des gesamten Westteils der Stadt. Nach dem Mauerfall war das Gebäude den steigenden Anforderungen nicht mehr gewachsen und das Postamt 11 wurde Mitte der 1990er Jahre aufgelöst. Seine Aufgaben übernahm das Briefzentrum 10 im Bezirk Tempelhof-Schöneberg.

## Architektur
Der erste Bauabschnitt an der Möckernstraße wurde zwischen 1933 und 1934 in nur wenigen Monaten fertig gestellt. Kurt Kuhlow entwarf ein schlichtes, vollkommen schmuckloses Gebäude, das an der Straßenseite mit dunkelviolettem Backstein verkleidet ist. Mit den horizontalen Fensterbändern knüpft das Gebäude erkennbar an Gestaltungsideale der 1920er Jahre an.
Weil dem Postamt die gewünschte Monumentalität fehlte, wurde die Entwurfsidee beim zweiten Bauabschnitt an der Möckernstraße und Halleschen Straße nicht fortgeführt. Die fünfgeschossige Blockrandbebauung mit abgerundeter Ecke erhielt eine streng vertikal gegliederte Fassade. Charakteristisch sind dabei vor allem die monumentalisierte Gesamterscheinung. Der Bau ist mit Muschelkalk und Travertin verkleidet und durch mehrere Pfeiler gegliedert. Eine Ecke dieses Bauteils ist abgerundet und führt die Gliederung durch die Pfeiler weiter. Das Gebäude war als Sitz des Großbriefverteileramts SW 11 konzipiert, zuständig für die Briefverteilung im südlichen Berlin. Die unteren drei Geschosse waren ausschließlich der Unterbringung der mechanischen Abwicklung des Briefverteilungsgeschäftes vorbehalten, im dritten Obergeschoss befand sich die notwendigen Geschäftsräume sowie ein größerer Reserveraum. Eine Reihe von Aufzügen und ein Doppelpaternoster sorgten neben den vier Treppenhäusern für die Verbindung zwischen den einzelnen Geschossen. Das vierte Geschoss enthielt außer einem großen Erfrischungsraum mit anschließendem Sportraum mehrere Dienstwohnungen. Im Zusammenhang mit dem Erfrischungsraum ist im Dachgeschoss ein größerer Dachgarten für die Erholungspausen der Gefolgschaft eingerichtet worden.
Das Amt galt seinerzeit als weltweit größte Einrichtung ihrer Art. Die Anbindung zum Anhalter Bahnhof geschah über einen Tunnel. Als Verbindung mit dem zweiten großen Berliner Verteilamt im damaligen Stettiner Bahnhof diente die neue Nord-Süd-Linie der Berliner S-Bahn (heutige Linien S1 und S2).
Nach der Teilung Berlins leitete die Einrichtung ab 1962 als „Postamt 11“ die Briefverteilung des gesamten Westteils der Stadt. Nach dem Mauerfall war das Gebäude den steigenden Anforderungen nicht mehr gewachsen und das Postamt 11 wurde Mitte der 1990er Jahre aufgelöst. Seine Aufgaben übernahm das Briefzentrum 10 im Bezirk Tempelhof-Schöneberg.

## Heutige Nutzung
Nach mehrjährigem Leerstand wurde das Gebäude unter dem Arbeitstitel Hotel Postpalais durch das Berliner Architekturbüro Pott Architects modernisiert und für die Nutzung als Hotel umgebaut. Dabei lag ein besonderer Fokus auf der Erhaltung der Naturstein-Fassade, die in Zusammenarbeit mit den Denkmalschutzbehörden restauriert wurde.
Das vom Potsdamer Platz über einen Kilometer entfernt liegende Hotel wurde 2013 von der InterContinental Hotels Group (IHG) als Crowne Plaza Berlin – Potsdamer Platz neu eröffnet. Das Gourmet-Restaurant Leyla wird von Meir Adoni betrieben.